# عصر جمعه
عصر جمعه فیلمی به کارگردانی مونا زندی حقیقی و نویسندگی فرید مصطفوی محصول سال ۱۳۸۴ است. این فیلم سیمرغ بلورین بهترین فیلم اول را در بیست و چهارمین دوره جشنواره فیلم فجر دریافت کرد. 

## داستان
خیانت و تعصب سرنوشت تلخی را برای سوگند ۱۵ ساله رقم می‌زند، که حاصل آن در به دری، بی‌پناهی و تنهایی است. سال‌ها می‌گذرد، بنفشه خواهر سوگند تصمیم می‌گیرد خواهر گمشده خود را بیابد و پرده از رازی بردارد که سالها پنهان مانده است.

## بازیگران
- رؤیا نونهالی
- هانیه توسلی
- مهرداد صدیقیان
- رامین راستاد
- محمد رضا منصوریان